# محمدرضا اعرابی
محمدرضا اعرابی (زادهٔ ۱۲ بهمن ۱۳۶۱ در اصفهان – درگذشتهٔ ۸ تیر ۱۳۹۹ در اصفهان) خوانندهٔ اهل ایران بود.

## زندگی‌نامه
محمدرضا اعرابی متولد ۱۲ بهمن ۱۳۶۱ و دانش‌آموخته رشتهٔ موسیقی بود.
وی فعالیت هنری خود را از سال ۱۳۷۱ با حضور در کلاس‌های ردیف آوازی نزد «قاسمی» و «سیدرضا طباطبایی» آغاز کرد و در ادامه کلاس‌های سلفژ را نزد «کیا» در اصفهان به پایان رساند.
اولین اثر موسیقی او در سال ۱۳۸۰ با عنوان عروسک و کوچه دلواپسی با همراهی پویان نجف تولید شد که بیشتر با این ترانه شناخته می‌شد.
آهنگ از تو باید می‌گذشتم معروف‌ترین قطعه از این خوانندهٔ اصفهانی است.

## درگذشت
وی در ۳۸ سالگی بر اثر ابتلا به بیماری کرونا کووید ۱۹ پس از چند روز بستری در بخش مراقبت‌های ویژه این مرکز آموزشی و درمانی نور و علی‌اصغر اصفهان درگذشت.